# Silviu Gurlui
Silviu-Octavian Gurlui (n. 5 noiembrie 1971) este un politician român, ales în 2024 deputat din partea partidului Alianța pentru Unirea Românilor (AUR). 

## Carieră politică (2024–prezent)
În urma alegerilor parlamentare din 2024 pe 1 decembrie, Gurlui a fost ales membru al Camerei Deputaților în circumscripția nr. 24 Iași, preluând mandatul pe 21 decembrie. Ca deputat este vicepreședinte al Comisiei pentru știință și tehnologie, precum și membru al Comisiei pentru mediu și echilibru ecologic. Gurlui este președinte al grupurilor parlamentare de prietenie pentru Franța și membru al grupului de prietenie pentru Croația.